# Bikapur
Bikapur es  un pueblo y nagar Panchayat situado en el distrito de Ayodhya en el estado de Uttar Pradesh (India). Su población es de 14453 habitantes (2011). 

## Demografía
Según el  censo de 2011 la población de Bikapur  era de 14453 habitantes, de los cuales 7319 eran hombres y 7134 eran mujeres. Bikapur tiene una tasa media de alfabetización del 71,49%, superior a la media estatal del 67,68%: la alfabetización masculina es del 80,40%, y la alfabetización femenina del 6w,35%.